# Кевін Мак Аллістер
Кевін Мак Аллістер (ісп. Kevin Mac Allister, нар. 7 листопада 1997, Буенос-Айрес, Аргентина) — аргентинський футболіст, центральний захисник бельгійського клубу «Юніон Сент-Жилуаз».

## Ігрова кар'єра
Кевін Мак Аллістер є вихованцем столичного клубу «Архентінос Хуніорс». 27 лютого 2016 року футболіст дебютував у першій команді в чемпіонаті Аргентини. На початку 2017 року Кевін отримав важку травму коліна і через це змушений був пропустити молодіжний чемпіонат Південної Америки 2017 року в Еквадорі.
2019 рік захисник провів в оренді у клубі Прімери «Бока Хуніорс». Але зіграв в команді лише два матчі і повернувся до «Архентінос Хуніорс». разом з командою Мак Аллістер брав участь у турнірі Кубок Лібертадорес.
Влітку 2023 року Кевін Мак Аллістер перейшов до бельгійського «Юніон Сент-Жилуаз», з яким підписав трирічний контракт. У чемпіонаті Бельгії футболіст дебютував 28 липня 2023 року, коли вийшов у стартовому складі на матч проти столичного «Андерлехта». Також разом з бельгійським клубом захисник боав участь у матчах Ліги Європи.

## Особисте життя
Батько Кевіна — Карлос Мак Аллістер колишній аргентинський футболіст, відомий своїми виступами у клубах «Архентінос Хуніорс» та «Бока Хуніорс». Пізніше працював у Міністерстві освіти та спорту Аргентини.
Брати Кевіна Алексіс та Френсіс також професійні футболісти.

## Досягнення
«Архентінос Хуніорс»
- Переможець Прімери В Насьональ: 2016–17

«Юніон»
- Володар Кубка Бельгії: 2023–24[7]
- Володар Суперкубка Бельгії: 2024[8]
- Чемпіон Бельгії: 2024–25